# Thyone pawsoni
Thyone pawsoni is een zeekomkommer uit de familie Phyllophoridae.
De wetenschappelijke naam van de soort werd in 1972 gepubliceerd door Luiz Roberto Tommasi.